# 步氏巨猿
步氏巨猿（学名：Gigantopithecus blacki）是一種已滅絕的猿。

## 特徵

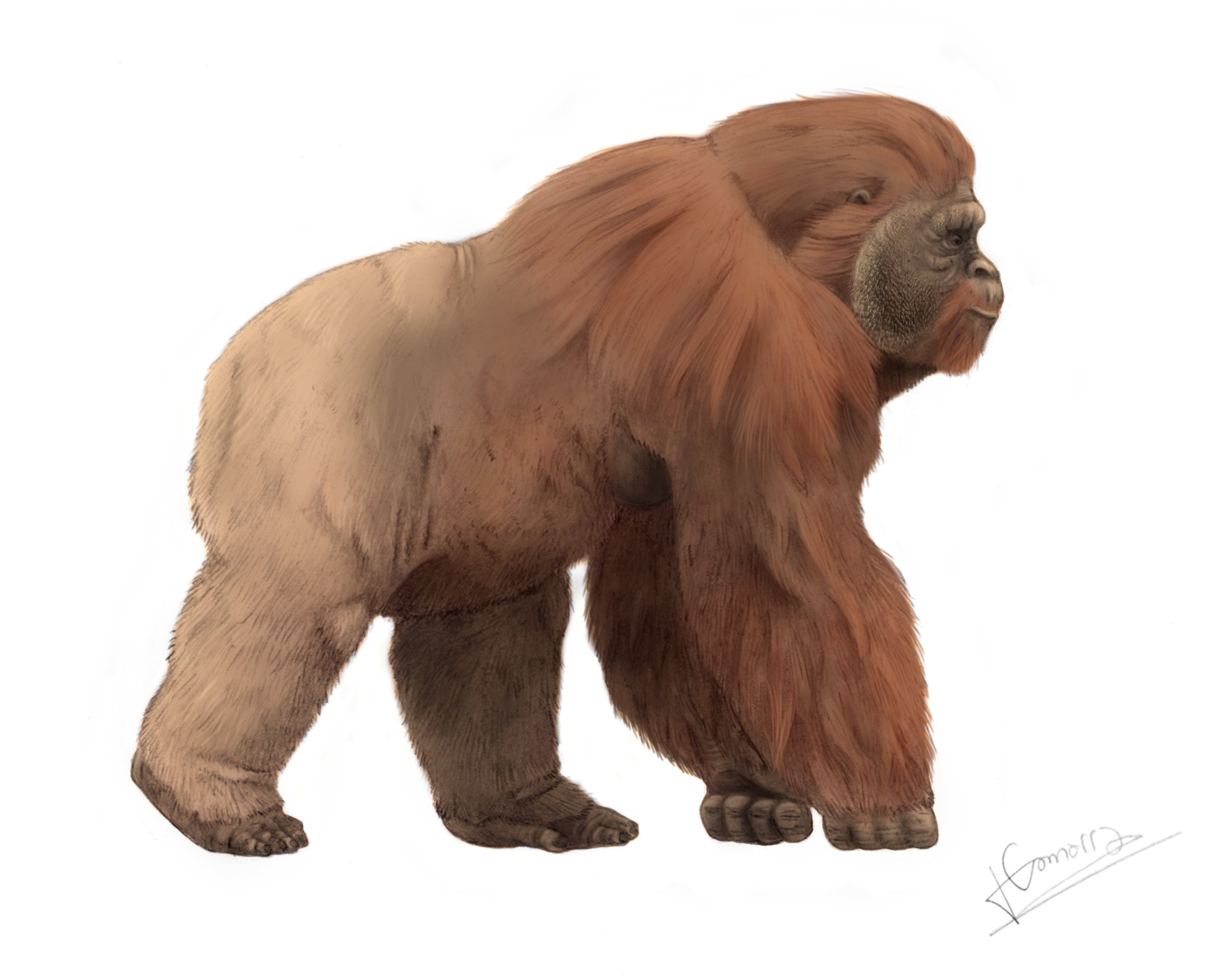
步氏巨猿的復原圖

步氏巨猿的化石只有在東南亞發現的少量牙齒及下頜骨。牠的身型比現存的大猩猩更為大，因沒有更多的骨骼化石而未能作出確實計算，而古人類學家根據化石紀錄推測成年巨猿超過10英尺（3.0）高，重1,200英磅（540）。這些化石可追溯至約100萬年前，而牠們在10萬年前滅絕。這可見牠們與現今人類共存約幾千年。
步氏巨猿分佈在亞洲，由於其化石與已滅絕的熊貓祖先一同被發現，故估計牠可能棲息在竹林中。大部份證據都指向巨猿是吃草食性的(竹葉)。一些學者相信步氏巨猿是因與人類競爭而步向滅亡的。
由於只發現了少量的步氏巨猿的化石，故不得而知牠的外觀。牠有可能像現今的大猩猩，但是一些學者認為牠可能更似其近親的红猩猩。按照巨猿的巨大的身型，相信成年的牠們並沒有甚麼天敵，主要在森林地面生活。但幼少、弱小或受傷的巨猿可能會被虎及直立人攻擊。
因為沒有發現巨猿的盆骨或肢骨，對牠的行走方式並不清楚。主流意見是牠們以四足行走，像大猩猩及黑猩猩。但是，小部份意見，如格羅佛·克蘭茨（Grover Krantz）指牠們是雙足行走的。他們發現其下頜骨呈U形及向後闊大，足以容納氣管，而頭顱骨則可以像人類般由直立的脊柱所支撐，而非在像類人猿般是在脊柱之前。

## 分類
以往基於其臼齒，認為步氏巨猿是人類的祖先。但這現已被認為是趨同演化的結果。步氏巨猿現時與红猩猩被分類在猩猩亞科。

## 神秘生物
有指雪人或大腳怪就是步氏巨猿。但由於沒有證據，故這一直都指是推測。由於步氏巨猿有可能與現今人類一同生活了一段時間，故這類生物有可能是經過千百年的傳說。

## 外部連結
- University of Iowa Museum of Natural History: How Gigantopithecus was discovered
- From the Teeth of the Dragon: Gigantopithecus Blacki （页面存档备份，存于）
- The Bigfoot Giganto Theory （页面存档备份，存于）
- Bigfoot Research Organization （页面存档备份，存于）